# Claudine Schoch
Claudine Schoch (* in Zürich) ist eine Schweizer Balletttänzerin. Sie war von 2001 bis 2008 Mitglied des Bayerischen Staatsballett sowie anschließend am Semperoper Ballett in Dresden und am Ballett am Rhein. Von 2018 bis 2020 tanzte sie am Ballett Basel und seit 2020 ist sie als erste Solistin am Wiener Staatsballett.

## Leben und Wirken
Claudine Schoch absolvierte ihre Ausbildung an der Ballettschule des Opernhauses Zürich sowie an der Heinz-Bosl-Stiftung in München unter Konstanze Vernon. Zwischen 2001 und 2008 tanzte sie im Corp de Ballett am Bayerischen Staatsballett unter Ivan Liška und stieg dort 2007 zur Halbsolistin auf. Von 2008 bis 2011 tanzte sie am Semperoper Ballett in Dresden bei Aaron S. Watkin sowie ab 2011 am Ballett am Rhein unter Martin Schläpfer. 2018 war sie am Ballett Basel unter Richard Wherlock engagiert. Mit dem Wechsel Martin Schläpfers an die Wiener Staatsoper wechselte Schoch mit der Spielzeit 2020/21 als erste Solotänzerin ans Wiener Staatsballett. Zu  ihrem Repertoire zählen Rollen zahlreicher zeitgenössischer und klassischer Choreographen, darunter Frederick Ashton, George Balanchine, Antony Tudor, Kenneth MacMillan und Peter Wright. Mit Martin Schläpfer verbindet sie eine lange Zusammenarbeit, so widmete er ihr das Stück De Claudine z’lieb, das 2014 in Zürich uraufgeführt wurde. In Wien war Schoech unter anderem in Choreographien Rudolf Nurejews, Martin Schläpfers, George Balanchines und Alexei Ratmanskys zu sehen. 2022 war sie bei der Ballettproduktion für das Neujahrskonzert der Wiener Philharmoniker gemeinsam mit Martin Schläpfer an der Choreographie beteiligt und war auch in der Fernsehübertragung zum Walzer  Tausend und eine Nacht von Johann Strauss Sohn zu sehen.
Schoch ist Mutter einer Tochter.

## Repertoire als Tänzerin (Auswahl)
- Carabosse in Dornröschen (Choreographie: Martin Schlöpfer und Marius Petipas)
- Königin der Dryaden in Don Quixote (Choreographie: Rudolf Nurejew)
- Liebeslieder Walzer (Choreographie: George Balanchine)
- Jewels (Choreographie: George Balanchine)
- Pictures at an Exhibition (Choreographie: Alexei Ratmansky)
- lux umbra (Choreographie: Andrey Kaydanovskiy)

## Auszeichnungen
- 1997 & 1998: 1. Preis beim Internationalen Ballettwettbewerb Solothurn
- 2000: Beste Schweizerin beim Prix de Lausanne